# Élie II de Géorgie
Ilia II (en français : Élie II) est le catholicos-patriarche de Église orthodoxe géorgienne depuis le 23 décembre 1977.

## Biographie
Le Patriarche Élie II est né le 4 janvier 1933 à Vladikavkaz, en Ossétie du nord sous le nom de Irakli Ghudushauri-Shiolashvili, dans une famille  géorgienne ayant des liens familiaux avec la famille royale des Bagratides. Il part à Moscou où il entre dans un séminaire. Il est ordonné diacre en 1957 puis tonsuré hiéromoine en 1959, et cela alors que l’Église russe est persécutée par le régime communiste.
Il est diplômé de l’Académie ecclésiastique de Moscou en 1960 et il revient peu après en Géorgie où il devient prêtre dans la ville de Batoumi. Il est honoré du titre d'archimandrite peu de temps après. En août 1963, il est choisi comme évêque de Batoumi et il assume parallèlement la charge de recteur du séminaire ecclésiastique de Mtskheta, qui est alors le seul séminaire de Géorgie, car le régime communiste empêche qu'on en ouvre d’autres. En 1967, il devient évêque de Soukhoumi et d’Abkhazie et il est élevé au rang de métropolite en 1969.
Après la mort du Patriarche David V, il est élu Patriarche et Catholicos de Géorgie, le 23 décembre 1977. Dans les années précédant la chute de l’Union soviétique, il s’est beaucoup impliqué dans les affaires sociales géorgiennes. En avril 1989, il prend part à la manifestation contre le régime communiste. Pendant la guerre civile et la crise des années 1990, il a exhorté les différentes parties à trouver des solutions pacifiques. Pendant la guerre de 2008, il s’est déplacé personnellement dans la ville de Gori, en crise humanitaire, et a participé à une campagne de recherche de corps de civils et de soldats tués.  
En décembre 2008, Élie II s’est rendu à Moscou où il a rencontré le patriarche russe Alexis II et le président russe Dmitry Medvedev.  Malgré les tensions entre la Géorgie et la Russie, Élie II a toujours eu de bons rapports avec l’Église russe et Alexis II.
Il s’est montré partisan du rétablissement d’une monarchie constitutionnelle en Géorgie.
Afin d'augmenter la natalité (la démographie géorgienne était mauvaise depuis les années 1990), le patriarche Élie II a dit qu'il baptiserait personnellement tout troisième enfant d'une famille, ce qui aurait joué un rôle dans l'apparition d'un baby-boom.
Élie II a poussé les autorités géorgiennes à ne pas autoriser un rassemblement pour les droits des homosexuels dans le cadre de la journée internationale contre l'homophobie, prévu à Tbilissi le 17 mai 2013. Il a déclaré que le rassemblement était une « violation des droits de la majorité » et « une insulte » à la nation géorgienne. Il a décrit l'homosexualité comme une maladie et l'a comparée à une addiction à la drogue. Ces déclarations ont incité des milliers de Géorgiens orthodoxes à descendre dans les rues de Tbilissi pour s'opposer au rassemblement en faveur des droits des homosexuels. Du fait de l'intensification des violences physiques contre les militants des droits des homosexuels, le rassemblement a dû être abandonné et les militants ont dû être évacués en bus par la police pour leur sécurité. Selon ses partisans il n'aurait néanmoins jamais poussé les contre-manifestants à attaquer les militants ; au contraire, certains prêtres qui menaient les contre-manifestants auraient aidé les autorités à calmer les auteurs de violences.
Dans ses sermons Élie II a condamné l'homosexualité, l'avortement, et exigé la censure de tout contenu à caractère sexuel à la télévision, a dénoncé le patriotisme insuffisant des manuels scolaires, le « libéralisme extrême », et prévenu des dangers d'une « pseudo-culture » venant de l'étranger. Il s'est opposé aux tentatives d'accorder aux autres confessions un statut légal équivalent à celui de l’Église orthodoxe et a qualifié les échanges scolaires internationaux et l'émigration de travail d'« antipatriotiques ».